# Laura Mersini-Houghton
Laura Mersini-Houghton (ur. 1969 w Tiranie) – amerykańska fizyczka i kosmolog pochodzenia albańskiego, zwolenniczka teorii istnienia wieloświata. Za swoje osiągnięcia była nominowana w 2015 do Nagrody Nobla.

## Życiorys
Ukończyła studia licencjackie na Uniwersytecie Tirańskim. W 2000 roku obroniła doktorat na Uniwersytecie Wisconsin w Milwaukee.
Od 2004 roku jest profesorem fizyki teoretycznej i kosmologii na Uniwersytecie Karoliny Północnej. Jej badania skupiają się na pochodzeniu wszechświata, ciemnej energii oraz fizyki kwantowej czarnych dziur.
W roku 2005 zauważyła, że są anomalie spowodowane przez promieniowanie wynikające z przyciągania z innych wszechświatów.
W sierpniu 2007 radioastronomowie z grupy Laury Mersini-Houghton ogłosili, że odkryli leżącą w gwiazdozbiorze Erydanu pustkę mającą ok. miliard lat świetlnych średnicy. Dwa lata później odkryto kolejną pustkę mającą 3,5 miliarda lat świetlnych średnicy.
Wyjaśniła też, że czarne dziury są gęstą materią we wszechświecie.

## Publikacje
- Vacuum dynamics in the early universe scenarios of phase transitions and extra dimensions (2000)
- A Fly in the SOUP (2005)
- Do We Have Evidence for New Physics in the Sky? (2005)
- Wavefunction of the Universe on the Landscape (2005)
- Why did the Universe Start from a Low Entropy State? (2005)
- Cosmological Avatars of the Landscape I: Bracketing the SUSY Breaking Scale (2006)
- Cosmological Avatars of the Landscape II: CMB and LSS Signatures (2006)
- Cosmological Implications of the String Theory Landscape (2006)
- The Arrow of Time Forbids a Positive Cosmological Constant Λ (2006)
- Eternal Inflation is "Expensive" (2007)
- Nontrivial Geometries: Bounds on the Curvature of the Universe (2007)
- Birth of the Universe from the Multiverse (2008)
- Thoughts on Defining the Multiverse (2008)
- Probing Dark Energy with Black Hole Binaries (2008)
- Backreaction of Hawking Radiation on a Gravitationally Collapsing Star I: Black Holes? (2014)
- Back-reaction of the Hawking radiation flux on a gravitationally collapsing star II: Fireworks instead of firewalls (2014)

## Życie prywatne
Jej ojciec, Nexhat Mersini, był profesorem matematyki i był trzykrotnie internowany przez władze komunistyczne, a ostatecznie został wygnany z Albanii.